# 피아노를 위한 여섯 개의 에코세즈
피아노를 위한 여섯 개의 에코세즈, WoO 83은 루트비히 판 베토벤에 의해 쓰인 무곡 모음집이다. 작곡 시기는 1806년경이며, 출판은 1807년에 빈에서 이루어졌다. 이 작품의 기원에 대해서는 알려진 바가 거의 없다. 스코틀랜드에서 유래된 단어임에도 불구하고, 영국과 프랑스 양쪽에서 유래된 춤곡인 에코세즈는 베토벤의 작품에서 두드러지게 묘사되지 않았다.

## 구성
총 연주 시간은 2분 정도가 소요된다.
1. 에코세즈 (내림마장조)
2. 에코세즈 (내림마장조)
3. 에코세즈 (내림마장조)
4. 에코세즈 (내림마장조)
5. 에코세즈 (내림마장조)
6. 에코세즈 (내림마장조)

## 관련 링크
- 피아노를 위한 여섯 개의 에코세즈 (베토벤), WoO 83 - 국제 악보 도서관 프로젝트(IMSLP)의 악보
- 앨런 허클베리의 연주 영상 on YouTube